# Eleccions comunals andorranes de 1987
Les eleccions comunals andorranes de 1987 es van celebrar el 13 i el 20 de desembre per escollir els consellers comunals de les Parròquies d'Andorra. Després de les eleccions, els consellers comunals van escollir els cònsols majors i menors de cada Comú.

## Sistema electoral
L'edat de vot es va reduir de 21 a 18 anys. Totes les persones majors d'edat amb nacionalitat andorrana tenien dret a vot i presentar-se com a candidats. En aquestes eleccions es renovava la totalitat dels membres del consell comunal. Els partits polítics no es van legalitzar fins l'aprovació de la Constitució de 1993, però els candidats s'agrupaven sota sigles anomenades "grups polítics". Tot i això, la premsa classificava les agrupacions i els candidats segons la seva postura entorn a la situació prèvia a l'elecció: oficialistes o continuistes (si eren favorables al govern sortint) o opositors.
El sistema d'elecció de consellers es feia mitjançant escrutini majoritari plurinominal a dues voltes: els electors podien votar a tants candidats com escons estiguessin en joc. Tots aquells candidats que obtinguessin més del 50% dels vots, eren escollits. Aquells que no aconseguissin, si es que encara quedaven escons per assignar, podien tornar-ho a provar en una segona volta, sense necessitar majoria absoluta.

## Candidats
Candidatures per parròquia. Només es llisten els candidats a cònsols major i menor:
- Canillo
  - Oficialista: Xavier Escribà, Miquel Naudi
- Encamp
  - Oficialista: Josep Maria Mas
  - Oposició: Miquel Alís, Josep Dalleres
- Ordino
  - Oficialista: Pere Babi, Albert Pujal
  - Oposició: Julià Vila, Enric Dolsa
- La Massana
  - Oficialista: desconeguts
  - Oposició: desconeguts
- Andorra la Vella
  - Oficialista: Manuel Pons, Antoni Cerqueda
  - Oposició: Jaume Bartomeu, Joan Arajol
- Sant Julià de Lòria
  - Oficialista: Ricard Tor, Joan Santamaria
  - Oposició: Joan Travesset, Maria Rosa Fàbrega
- Escaldes-Engordany
  - Oficialista: Josep Maria Beal
  - Oposició: Ignasi Maestre

## Resultats
La participació va ser del 81,6%, 3,9% més alta que a les eleccions de 1983. La participació a Andorra la Vella i a les Escaldes va arribar al 90%. A Canillo, on només s'hi presentava una candidatura, va ser del 60%.
A totes les parròquies, excepte Encamp, les candidatures continuistes van guanyar les eleccions. A Encamp va caldre fer una segona volta, ja que a la primera només es van assignar 9 dels 10 escons. A la segona volta va sortir electe un candidat opositor.
Resultats per parròquia:
| Parròquia           | Candidatura guanyadora        |
| ------------------- | ----------------------------- |
| Canillo             | Xavier Escribà (oficialista)  |
| Encamp              | Miquel Alís (oposició)        |
| Ordino              | Pere Babi (oficialista)       |
| La Massana          | (oficialista)                 |
| Andorra la Vella    | Manuel Pons (oficialista)     |
| Sant Julià de Lòria | Ricard Tor (oficialista)      |
| Escaldes-Engordany  | José María Beal (oficialista) |